# Стефан Круковски
Стѐфан Винцѐнти Круко̀вски (на полски: Stefan Wincenty Krukowski) е полски археолог, изследовател на каменната ера.

## Биография
Стефан Круковски е роден на 22 януари 1890 г. в Мшчонов. Става преподавател в Ягелонския университет. През 1956 г. е удостоен със званието професор. Преподава на няколко поколения на полските археолози, изучаващи каменната ера. Умира на 21 януари 1951 г. във Варшава, Полша.